# Двести миль под водой, или Кошмар рыболова
«Двести миль под водой, или Кошмар рыболова» (фр. Deux Cents Milles sous les mers ou le Cauchemar d'un pêcheur; 1907) — немой короткометражный фантастический фильм французского режиссёра Жоржа Мельеса; первая вольная экранизация романа Жюля Верна. Длина картины 265 метров. Одна из первых цветных картин в истории кино.
Встречаются другие названия картины — «Двадцать тысяч льё под водой» (фр. Vingt mille lieues sous les mers) и «Двести тысяч льё под водой» (англ. Two hundred thousand leagues under the sea).

## Сюжет
Несколько молодых людей, включая главного героя по имени Ив, забираются в некий аппарат и отправляются в подводное путешествие. На дне моря они наблюдают разные чудеса, необычных животных и группу танцовщиц-русалок. Главный герой вылезает за борт и отправляется гулять по дну. Здесь он сталкивается с огромной хищной рыбой и крабом. Затем герой попадает в щупальца гигантскому осьминогу. К нему на помощь спешат танцовщицы и пытаются его спасти. Он отчаянно вырывается, и далее оказывается, что происходящее всего лишь сон главного героя. Он приходит в себя в постели, окруженный друзьями, которые пришли к нему домой.

## Характеристика
Картина относится к числу последних фильмов, созданных в собственной студии Мельеса — после 1909 года он работал на компанию Gaumont. Специалисты относят те работы режиссёра к этапу его творческого упадка. Тогда Мельес уже не столько творил, сколько пытался справиться с растущей конкуренцией: как в Европе, так и за океаном. Многие фильмы Жоржа Мельеса эксплуатировали популярное у публики имя Жюля Верна. Также как и в «Путешествии на Луну» и «Невероятном путешествии», в сценарии фильма «200 миль под водой…» осталось очень немного от произведения основоположника научной фантастики. Собственно в фильме нет ни капитана Немо, ни названия и экипажа у глубоководного аппарата и сюжет скорее является вольной фантасмагорией на тему романа.
Картина является одним из первых примеров цветного кино и использования специальных эффектов в истории кинематографа. Цветным фильм стал благодаря ручной раскраске некоторых отдельных кадров. Специальные эффекты включают в себя кукольную мультипликацию, приём двойной экспозиции и первые примитивные попытки использования отрисованных задников. Интересного эффекта режиссёр и оператор добились снимая одну из сцен через аквариум с рыбами, что для своего времени было новым приёмом.